# واق!
واق! یا پارس! (به انگلیسی: Bark!) فیلمی محصول سال ۲۰۰۲ و به کارگردانی کاسیا آدامیک است. در این فیلم بازیگرانی همچون لی ترگسن، هدر مورگان، لیسا کودرو، وینسنت دن آفریو، هانک آزاریا، ماری جو دشانل، اسکات ویلسون و وید ویلیامز ایفای نقش کرده‌اند.